# Памятник генералу Радецкому
Па́мятник генера́лу Раде́цкому (полное название надмогильный памятник генерал-адъютанту Радецкому на Старом кладбище) — памятник выдающемуся русскому военачальнику Фёдору Фёдоровичу Радецкому, сооружённый на его могиле в городе Одесса в 1891 году. Четвёртый памятник, сооружённый в Одессе. Уничтожен советской властью в 1933 году при ликвидации кладбища, на территории которого находилась могила.

## Последний период жизни Ф. Ф. Радецкого, смерть и похороны
В начале августа 1889 года во время торжественного смотра в Киево-Печерской лавре лошадь под Радецким, командующим Киевским военным округом, поскользнулась и упала. Радецкий сильно повредил правую ногу. 18 августа 1889 года, находясь в постели из-за падения, Радецкий принимал поздравления с 50-летней годовщиной начала его военной службы. Вместе с поздравлениями он получил Высочайший приказ об увольнении с поста командующего Киевским округом и назначении членом Государственного и Военного советов. Данное назначение Радецкий воспринял как почётную отставку, что опечалило и потрясло его. 30 августа 1889 года он отправился в Крым для продолжение лечения и пробыл там до ноября месяца. После консультаций со своей семьёй, всё ещё находясь в Крыму, Радецкий, который до сей поры не имел собственного «угла», принял решение обосноваться в городе Одессе. В конце ноября 1889 года Радецкий прибыл в Одессу и занялся поисками квартиры, обзаведением обстановкой и прочими бытовыми вопросами. Радецкий нашёл для своей семьи квартиру по адресу улица Преображенская, дом 2. Спустя три недели после пребывания в Одессе Радецкий выехал в Санкт-Петербург, где был представлен в новом качестве императору Александру III. Во время аудиенции Государь, зная о скромном материальном достатке генерала, повелел выдать ему на обзаведение на новом месте 25 тысяч рублей пособия (получить их Радецкий не успел). В Петербурге в те дни свирепствовала эпидемия гриппа. Заболел гриппом и Радецкий. Организм, ослабленный предыдущими болезнями и нервными переживаниями, не смог побороть болезнь, которая дала осложнения — Радецкого мучили приступы удушья. Лечиться он уехал к своей второй жене Серафиме Петровне в Варшаву, где на протяжении двух недель его лечили лучшие врачи, определившие тяжелую форму склероза венечных сосудов и сердечной аорты. Почувствовав некоторое облегчение Радецкий в сопровождении своей дочери Натальи поспешил в свой новый дом — в Одессу, куда прибыл 12 января 1890 года. Казалось, что организм справился с болезнью, Радецкому было лучше и он строил планы деловых встреч на ближайшие дни. Однако в субботу, 14 января 1890 года, в 12-м часу ночи, Радецкому стало плохо — резко откинувшись на спинку дивана он внезапно прервал разговор с женой. На вопрос «Что с тобой?» он ответил слабым голосом — «Начало конца» и стал быстро бледнеть. В 23 часа 55 минут Радецкий скончался. На следующий день одесские газеты писали: 

В ночь на 14-е января, внезапно скончался в Одессе генерал-адъютант Фёдор Федорович Радецкий. Панихида в квартире покойного (на Преображенской улице в доме Вучетич) ежедневно в 12 часов дня и 8 часов вечера. О дне выноса тела и погребении последует особое объявление.— Из одесских газет
В два следующих дня в квартире, которую Радецкий так и не успел обжить, покрытой многочисленными венками и живыми цветами, были совершены панихиды архиепископом Херсонским и Одесским Никанором, в остальные дни до погребения панихиды служились соборным духовенством дважды в день: в 12 и 8 часов вечера. На панихидах выставлялся почётных караул из военнослужащих Одесского военного округа и на них присутствовали: командующий войсками округа, генералитет, офицеры штаба и управлений округа, частей гарнизона. Массы народа всех званий и сословий с утра до вечера наполняли квартиру. Император распорядился командировать на похороны командира XI армейского корпуса генерал-лейтенанта, генерал-адъютанта князя И. Ф. Шаховского.
Телеграммы соболезнования шли со всех концов России. Александра III, направил вдове покойного телеграмму: «С глубочайшим прискорбием узнали Мы о внезапной смерти достойного Федора Федоровича Радецкого. Моя армия потеряла в нем славного, храброго героя, покрывшего себя славой во многих сражениях. Вместе со всей доблестной армией оплакиваю вашего глубокоуважаемого мужа». Великий князь Николай Николаевич, под началом которого Радецкий воевал в Русско-турецкую войну 1877—1878 годов телеграфировал: «Сердечное участие принимаю в вашем горе. По конец жизни не забуду моего боевого, незабвенного сотоварища, свято исполнявшего страшное Шипкинское стояние и чудный, блистательный переход через Дунай». Одесский Городской голова сказал: 

Если Одессе не суждено было видеть в числе почётных своих сограждан покойного — остаётся, лишь горестное утешение, что прах столь доблестного военачальника будет находиться в недрах её земли— Г. Г. Маразли, одесский Городской голова
18 января одесские газеты написали, что «в пятницу 19 января в 9 ½ час. утра будет совершена лития по усопшему генерал-адъютанту Федору Федоровичу Радецкому в квартире покойного (Преображенская дом № 2). Затем последует вынос тела в Собор и по завершении божественного богослужения прах усопшего будет предан земле на Старом кладбище». Старое кладбище уже не принимало новые захоронения, но для Радецкого было сделано исключение.
Распорядителем похорон стал друг Радецкого генерал-майор в отставке К. Ф. Лагорио. За соблюдением порядка во время похоронного шествия наблюдал помощник начальника штаба округа генерал-майор В. Н. Филиппов и три специально назначенных офицера Генерального штаба. Общее командование и составление процедуры похорон принял на себя командующий Одесским военным округом Х. Х. Рооп.
После последней панихиды тело генерала Радецкого переложили в свинцовый гроб с стеклянной вставкой напротив лица покойника, который запаяли и вложили в тот же обычный гроб, где тело находилось до этого. К 8 утра к дому прибыл почётный караул и оркестр от 57-го пехотного Модлинского полка, который сопровождал тело на протяжении всей церемонии похорон. К 9 утра, при большом скоплении народа, около дома были построены выделенные от войск Одесского гарнизона: батальон 14-го стрелкового полка, 11-й сапёрный батальон, 4 сотни 8-го Донского казачьего полка, 6 орудий 15 артиллерийской бригады со знаменами и оркестрами для сопровождении гроба на кладбище. Все войска гарнизона в зимней форме (шинелях и барашковых шапках) при холодном оружии, включая новобранцев, были построены шпалерами в заранее указанных местах по обеим сторонам Преображенской улицы, а именно:
- 57 пехотный Модлинский полк — от дома до Дерибасовской улицы;
- 59 пехотный Люблинский полк — от Дерибасовской до Полицейской улицы;
- 4 стрелковая бригада — от Полицейской до Большой Арнаутской улицы;
- юнкерское пехотное училище, 49 пехотный резервный кадровый батальон и 15 артиллерийская бригада — от Большой Арнаутской до Резничной улицы;
- 2 батальон 5 сапёрной бригады — от Резничной улицы до площади Старого кладбища[2].

После последней литии, в 9 ½ часов утра гроб с телом Радецкого был вынесен из дома офицерами Генерального штаба и погружен на траурную колесницу. На гроб были возложены многочисленные венки. Процессия тронулась в путь по улице Преображенской, увешанной чёрными траурными флагами с белыми крестами. Газовые фонари по случаю похорон не были затушены, а каждый фонарный столб был убран ветвями зелени в траурном обрамлении из черного с белым крепа. Особое впечатление оставило траурное убранство здания Новороссийского университета — с главного балкона на улице Преображенской спускался чёрный покров с серебряными кистями и серебряным нашитым венком. По репортажам одесских газет «Траурное шествие представляло собой грандиозное зрелище» — процессию возглавлял взвод городской конной жандармской команды, за ним следовали представители городской власти — гласные городской думы и городской управы во главе с городским головой Г. Г. Маразли и его товарищем В. Н. Лигиным; депутации от учебных заведений города; депутация от Российского общества Красного креста и его местного отделения; сестры милосердия Стурдзовской общины сердобольных сестер; представители болгарских и черногорских колоний; представители различных ведомств и учреждений; делегации от различных военных ведомств, учреждений и частей, в том числе от Николаевской академии Генерального штаба, инженерной академии и училища, 55-го пехотного Подольского полка; знакомые и почитатели генерала; обер-офицеры с красными подушечками, на которых находились награды Радецкого, которых одесские репортёры насчитали до пятидесяти; духовенство и певчие хора, за которыми следовала колесница с гробом, запряжённая шестёркой коней. За колесницей шли родственники генерала Радецкого; генерал И. Ф. Шаховской; друзья покойного; командующий войсками Одесского военного округа со свитой следовали на лошадях. Ординарец вёл любимого коня Ф. Ф. Радецкого, совершенно закрытого траурным покрывалом. Замыкали процессию почётный караул и почётный отряд в пешем и конном строю.
По дороге процессия остановилась возле Спасо-Преображеского кафедрального собора, куда был внесён гроб и где была отслужена литургия, по окончании которой процессия продолжила свой путь. Придя на территорию кладбища процессия остановилась у вырытой рядом с кладбищенской церковью Всех Святых свежей могилой. Речь над могилой держал профессор Академии Генерального штаба генерал-майор Н. Н. Сухотин, который среди прочего сказал: 

Сегодня мы хороним доблестного героя Шипки генерал-адъютанта Фёдора Фёдоровича Радецкого. Он умер, но память о нем не умрёт — военная русская история вписала в свои страницы его славные подвиги… Мир праху твоему, бессмертный защитник Шипки.
В момент, когда гроб с телом Радецкого был опущен в могилу, войска отдали честь усопшему трёхкратным ружейным и пушечным залпом. В 14 ½ часов погребение было завершено. Корреспонденты, освещающие событие в газетах, писали: «Одесса, наверное, в первый раз видела такие торжественные похороны».

## Памятник 1891 года
Вдова генерала Серафима Петровна Радецкая после смерти мужа поселилась в Одессе и занялась сооружением памятника на могиле супруга. Памятник был заказан известному скульптору В. О. Шервуду, уже соорудившему памятник гренадерам — героям Плевны.
Бронзовая надмогильная статуя Радецкого была отлита московским «Товариществом фабрики металлических изделий А. М. Постникова». Проектная стоимость памятника с оградой составила более 50 тысяч рублей. Александр III пожелал оплатить все расходы из казны, но вдова настояла, чтобы сам могильный склеп был сооружён за её счёт. Скульптор Шервуд и фабрикант Постников лично привезли из Москвы памятник в Одессу и занялись его установкой на могиле Радецкого. Открытие памятника, назначенное на 10 часов утра 16 мая 1891 года, было обставлено не с меньшей торжественностью, чем сами похороны.
Процедуру открытия назначил свои приказом новый командующий Одесским военным округом граф А. И. Мусин-Пушкин. Руководил церемонией командир 4-й стрелковой бригады генерал-майор В. Н. Филиппов. Утром 16 мая на аллеях Старого кладбища выстроились: 57-й Модлинский и 59-й Люблинский пехотные полки, 4-я стрелковая бригада, Измаильский резервный батальон, 8-й Донской казачий полк, 1-я рота Бендерской крепостной артиллерии, 5-я батарея 15-й артиллерийской бригады, Одесское пехотное юнкерское училище с оркестрами; прибыли делегации от каждого из четырёх пехотных полков, составляющих 9 дивизию, которой командовал Ф. Ф. Радецкий — 33-го Елецкого, 34-го Севского, 35-го Брянского и 36-го Орловского, от бывшего 45-го резервного батальона и 55-го Подольского пехотного полка. На кладбище присутствовали: городской голова Г. Г. Маразли во главе Одесской депутации; вдова и сын Радецкого; Одесский градоначальник контр-адмирал П. А. Зеленой с супругой; друг Радецкого генерал К. Ф. Лагорио; командированный из Житомира командир XI корпуса И. Ф. Шаховской; генералитет и командиры отдельных частей; ректор Новороссийского университета профессор И. С. Некрасов; воспитанники учебных заведений со своими преподавателями; представители различных ведомств; множество простых одесситов.
После проведённой панихиды и молебствия под троекратные залпы почётного караула с памятника был сорван укрывавший его занавес. Подножие памятника представляло восьмиугольные ступени в три яруса, выполненные их светло-розового гранита. На верхнем ярусе была водружена 5-метровая скала из тёмно-красного гранита, напоминающая своими очертаниями скалу Николая на горе Шипке. На площадке скалы была помещена фигура Радецкого, в виде древнерусского воина в доспехах с непокрытой головой, выполненная из тёмной бронзы, державшего левой рукой православный крест, а в правой руке — обнажённый русский меч. Фигура Радецкого по замыслу создателя выражала готовность защищать православие и славянство. Взор Радецкого был устремлён на Запад. На лицевой стороне памятника была высечена надпись «Федор Федорович Радецкий». Под памятником находился мраморный склеп, в который и поместили тело Ф. Ф. Радецкого.
Разнообразные депутации возложили к подножию памятника венки. С речью выступил городской голова Г. Г. Маразли: «…на долю Одессы выпала честь хранить прах незабвенного героя — славы России». Ректор Новороссийского университета И. С. Некрасов приветствовал в своем выступлении «открытие памятника русскому герою, борцу за славянскую независимость, одному из носителей великой миссии русского народа». Закончилась церемония открытия памятника военным парадом. Под звуки оркестра Модлинского пехотного полка войска прошли перед памятником церемониальным маршем. Во главе колонны прошествовали старые воины-ветераны из Одесского дома инвалидов, затем юнкера пехотного училища, стрелки «Железной» бригады, пехота, казаки и артиллерия.
Путеводитель по Одессе за 1892 год писал:

Памятник служит лучшим украшением Старого кладбища. Но нельзя не высказать сожаления, что этот монумент не поставлен на одной из центральных площадей города.
В 1893 году вокруг памятника была сооружена ограда. Она состояла из гранитных ворот и цоколя с двенадцатью гранитными тумбами. На тумбах стояли трофейные турецкие пушки из числа отбитых войсками Радецкого при взятии Шипки, на пушках восседали орлы с расправленными крыльями. Тумбы соединялись между собой бронзовыми цепями в виде красивых позолоченных гирлянд.
В 1929 году советской властью было принято решение о ликвидации Старого христианского кладбища (тогда же было уничтожено и Старое еврейское кладбище), в котором нашли покой около 200 тысяч первых одесситов, в том числе многие основатели Одессы и видные горожане, из числа похороненных в Одессе. Все надмогильные памятники были варварски демонтированы и уничтожены, могилы срыты. Работы по уничтожению кладбища шли до 1934 года. Памятник Ф. Ф. Радецкому был уничтожен в 1933 году. На месте кладбища был открыт «парк культуры и отдыха».

## Сооружение памятного знака на месте могилы Радецкого в 2011 году
15 июня 2011 на том самом месте где находился уничтоженный семейный склеп Радецких был открыт памятный знак, посвящённый памяти Ф. Ф. Радецкого. На церемонии открытия присутствовали мэр Одессы А. А. Костусев, консул Генерального консульства Российской Федерации в Одессе Андрей Сидельников и Генеральный консул Болгарии в Одессе Георгий Проданов. Митрополит Одесский и Измаильский Агафангел отслужил у памятника поминальную панихиду.
- Памятный крест на месте памятника генералу Радецкому